# (11574) d'Alviella
(11574) d'Alviella est un astéroïde de la ceinture principale.

## Description
(11574) d'Alviella est un astéroïde de la ceinture principale. Il fut découvert le 16 janvier 1994 à Caussols par Eric Walter Elst. Il présente une orbite caractérisée par un demi-grand axe de 2,29 UA, une excentricité de 0,25 et une inclinaison de 11,8° par rapport à l'écliptique.
Il est nommé d'après l'homme politique belge Eugène Goblet d'Alviella.

## Compléments